# Альжбета Мария Олесницкая
Альжбета Мария Олесницкая (чеш. Alžběta Marie Minsterberská, нем. Elisabeth Marie von Münsterberg-Oels; 11 мая 1625, Олесница — 17 марта 1686, Олесница) — герцогиня Эльсская (княгиня Олесницкая) из рода панов из Подебрад (с 1647 года).

## Биография
Альжбета родилась 11 мая 1625 года в Олеснице в семье Карла Фредерика Мюнстербергского (1593—1647), князя Олесницкого и Берутувского, от первого брака с Анной Софией (1598—1641), старшей дочерью герцога Фридриха Вильгельма I Саксен-Веймарского (1562—1602) от второго брака с Анной Марией Пфальц-Нейбургской (1575—1643). Она была единственным их ребёнком.
1 мая 1647 года Альжбета Мария была выдана замуж за графа Сильвия Нимрода Вюртемберг-Вайльтингенского (1622—1664), второго сына первого герцога Юлиуса-Фридриха Вюртемберг-Вайльтингенского (1588—1635) и Анны Сабины Шлезвиг-Гольштейн-Зондербургской (1593—1659).
31 мая 1647 года скончался князь олесницкий и берутувский Карл Фридрих Подебрадович (отец Альжбеты Марии), он был последним мужским представителем династии Подебрадов. Карл Фридрих надеялся, что он сможет передать Олесницкое княжество единственной дочери, и еще в 1638 году он объявил, что Олесница должна перейти в ленное владение его дочери. Но император Священной Римской империи Фердинанд III Габсбург, стремившийся присоединить Олесницкое княжество к чешской короне, выступил против наследования княжества по женской линии. В 1648 году был достигнут компромисс: император Фердинанд III получил моравский домен Евишовице, а взамен признал Сильвия Нимрода Вюртембергского (мужа Альжбеты Марии) герцогом Олесницким (Эльс) и Берутувским (Бернштадт). Альжбета Мария и её супруг также сохранили моравское поместье Штернберк. Герцогство Мюнстерберг (Зембицкое княжество), еще в 1569 году включенное в состав чешской короны, было признано вакантным и окончательно закреплено в составе Богемии. Император соединил гербы Альжбеты Марии и Сильвия Нимрода.
В 1652 году Альжбета Мария и её муж Сильвий Нимрод основали Орден черепа.
После смерти Сильвия Нимрода в 1664 году их с Альжбетой Марией несовершеннолетние сыновья Карл Фердинанд, Сильвий Фридрих, Христиан Ульрих и Юлий Зигмунд были объявлены герцогами Олесницкими. Регентами княжества при четырех сыновьях стали их мать, князь Кристиан Бжегский и граф Август Легницкий. Когда старшие сыновья достигли совершеннолетия, они в 1672 году разделили Олесницкое княжество на три части.
В 1673 году Альжбета Мария перешла под попечительство своего младшего сына.

## Семья
- Родители[1]:

- отец: Карл Фридрих I Мюнстербергский (1593–1647);
- мать: Анна София Саксен-Альтенбургская (1598–1641).

- Супруг: Сильвий I Нимрод Вюртемберг-Эльский (1662–1664)[1][2].
- Дети[2]:

1. Анна София (29 августа 1648 — 13 апреля 1661);
2. Карл Фердинанд (15 января 1650 — 2 января 1669);
3. Сильвий II Фридрих (21 февраля 1651 — 3 июня 1697), герцог Вюртемберг-Оэлс;
4. Христиан Ульрих I (19 апреля 1652 — 5 апреля 1704), герцог Вюртемберг-Бернштадт;
5. Юлий Зигмунд (18 августа 1653 — 15 октября 1684), герцог Вюртемберг-Юлиусбург;
6. Кунигунда Юлиана (20 марта 1655 — 21 марта 1655);
7. Сильвий (род. и ум. 8 мая 1660).